# جورج ر. نيلسون
جورج ر. نيلسون (بالإنجليزية: George R. Nelson)‏ هو مصمم الإنتاج أمريكي، ولد في 22 مايو 1927 في واشنطن العاصمة في الولايات المتحدة، وتوفي في 25 أغسطس 1992 في لوس أنجلوس في الولايات المتحدة.

## وصلات خارجية
- جورج ر. نيلسون على موقع IMDb (الإنجليزية)
- جورج ر. نيلسون على موقع أول موفي (الإنجليزية)
- جورج ر. نيلسون على موقع قاعدة بيانات الفيلم (الإنجليزية)